# 오픈파일러
오픈파일러(Openfiler)는 파일 기반 네트워크 결합 스토리지와 블록 기반 SAN(스토리지 에어리어 네트워크)을 제공하는 운영 체제이다. Xinit 시스템스에서 만들었으며 CentOS 리눅스 배포판을 기반으로 한다. GNU GPLv2에 따라 라이선스가 부여된 자유 소프트웨어이다.

## 역사
오픈파일러 코드베이스는 2001년 Xinit Systems에서 시작되었다. 회사는 2003년 10월에 프로젝트를 만들고 코드베이스를 기증했다.
오픈파일러의 첫 번째 공개 릴리스는 2004년 5월에 이루어졌다. 최신 릴리스는 2011년에 출시되었다.
공식적인 발표는 없었지만 오픈파일러가 2015년부터 활발히 개발되고 있다는 증거는 없다. 디스트로워치는 오픈파일러를 중단된 것으로 표시했다. 공식 웹사이트에는 여전히 유료 지원이 가능하다고 명시되어 있다.

## 비판
일부 사용자는 몇 년 동안 거의 문제 없이 오픈파일러를 실행했지만, 2013년 스파이스웍스(SpiceWorks) 웹 사이트 기사에서 저자는 기능 부족, 지원 부족 및 데이터 손실 위험을 언급하면서 오픈파일러 사용을 권장했다.

## 같이 보기
- TrueNAS
- FreeBSD
- 오픈 소스 소프트웨어
- 네트워크 결합 스토리지
- 오픈미디어볼트
- 디스크 인클로저
- OpenWrt